# Diocesi di Acque Regie
La diocesi di Acque Regie (in latino Dioecesis Aquaregiensis) è una sede soppressa e sede titolare della Chiesa cattolica.

## Storia
Acque Regie, forse identificabile con Henchir-Khatera nell'odierna Tunisia, è un'antica sede episcopale della provincia romana di Bizacena.
Sono due i vescovi noti di questa antica diocesi. Massimiano partecipò alla conferenza di Cartagine del 411, che vide riuniti assieme i vescovi cattolici e donatisti dell'Africa; partecipò probabilmente a un concilio celebrato in località incerta nel 418, e fu presente ad un altro concilio cartaginese nel 419 in qualità di delegato della sua provincia.
Il secondo vescovo conosciuto di questa sede episcopale e Liberato, il cui nome figura all'86º posto nella lista dei vescovi della Bizacena convocati a Cartagine dal re vandalo Unerico nel 484; Liberato era già deceduto in occasione della redazione di questa lista.
Dal 1933 Acque Regie è annoverata tra le sedi vescovili titolari della Chiesa cattolica; dal 15 ottobre 2009 il vescovo titolare è Robert Charles Evans, già vescovo ausiliare di Providence.

## Cronotassi

### Vescovi residenti
- Massimiano † (prima del 411 - dopo il 419)
- Liberato † (prima del 484)

### Vescovi titolari
- William Joseph McDonald † (17 marzo 1964 - 7 gennaio 1989 deceduto)
- György-Miklós Jakubínyi (14 marzo 1990 - 8 aprile 1994 nominato arcivescovo di Alba Iulia)
- Guillermo José Garlatti (27 agosto 1994 - 20 febbraio 1997 nominato vescovo di San Rafael)
- Martin Drennan † (28 maggio 1997 - 23 maggio 2005 nominato vescovo di Galway e Kilmacduagh)
- Alfonso Cortés Contreras (24 giugno 2005 - 10 luglio 2009 nominato vescovo di Cuernavaca)
- Robert Charles Evans, dal 15 ottobre 2009